# Plan de Águila
Plan de Águila är en ort i Mexiko.   Den ligger i kommunen San José Chiltepec och delstaten Oaxaca, i den sydöstra delen av landet, 400 km sydost om huvudstaden Mexico City. Plan de Águila ligger 59 meter över havet och antalet invånare är 139.
Terrängen runt Plan de Águila är huvudsakligen kuperad, men norrut är den platt. Runt Plan de Águila är det ganska glesbefolkat, med 29 invånare per kvadratkilometer. Närmaste större samhälle är Tuxtepec, 19,8 km norr om Plan de Águila. I omgivningarna runt Plan de Águila växer i huvudsak städsegrön lövskog.